# Kettle Whistle
Kettle Whistle è un album discografico di raccolta del gruppo rock statunitense Jane's Addiction, pubblicato nel 1997.

## Tracce
1. Kettle Whistle – 7:47
2. Ocean Size – 4:31
3. My Cat's Name Is Maceo – 4:23
4. Had a Dad – 3:45
5. So What! – 4:41
6. Jane Says – 6:31
7. Mountain Song – 4:08
8. Slow Divers – 4:35
9. Three Days – 12:06
10. Ain't No Right – 3:23
11. Up the Beach – 3:20
12. Stop! – 4:23
13. Been Caught Stealing – 4:20
14. Whores – 3:58
15. City – 2:30

## Formazione
Gruppo
- Perry Farrell - voce (tutte)
- Dave Navarro - chitarra (tutte)
- Eric Avery - basso (2-4,6,7,9-14)
- Flea - basso (1,5,8), tromba (5)
- Stephen Perkins - batteria (tutte)

Musicisti addizionali
- Maceo Parker - sassofono (3)
- Dave Friedmann - tastiere (5)
- Christine Cagle - cori (5)